# Илија Коларић
Илија Коларић (Нови Сад, 27. јануар 1926 — Нови Сад, 3. децембар 2004) био је српски сликар.

## Биографија
Каријеру је отпочео као сликар у војно-техничком институту, а затим је радио у атељеима Петра Лубарде, Мила Милуновића, Ђорђа Илића и Антона Хутера, а потом као слободан уметник. У младости је обучаван за пилота.
Одржао је више десетина изложба по целој бившој Југославији (Нови Сад, Београд, Сплит, Дубровник, Задар, Ријека, итд.), те у бројним другим земљама (Москва, Париз, Брисел, Беч, Варшава, Минхен, Филаделфија,...). Преко педесет година је провео у браку са Љубицом, која га је надживела. У Мошорину је оставио сопствени легат.
О Коларићу и његовој супрузи су снимљена чак два документарна филма, а за његовог живота је 2001. године објављена и монографија о његовом раду.
Коларић је упамћен као велики хуманитарац и, у том смислу, учесник бројних акција.
Преминуо је 2004. године у Новом Саду.NB

## Рад
На Коларићевим сликама доминирају пасторални мотиви и покушаји да се на различите начине дочара улога ваздуха. Његову главну инспирацију представља војвођански пејзаж, коме се враћао током целог живота. Од најранијег детињства, а нарочито током младости се интересовао за оријенталну тематику (Багдадски лопов), а примарно за ћилиме.
Током своје пилотске каријере, Коларић почиње да се бави и темом ваздухопловства, која ће потом често заузимати значајно место у његовом стваралаштву (Икар).
У Коларићевим радовима доминира сфумато техника, у чему су га критичари често поредили са фламанским мајсторима.

## Допринос

### Значајне слике и циклуси
- Багдадски лопов
- Икар
- Тишина
- Циклус Човек и простор
- Циклус Амазонке [1]

### Документарни филмови о Коларићу
- Све љубави Коларића (1992)
- Валцер у раму (2001).[1]